# 澄海 (月球)

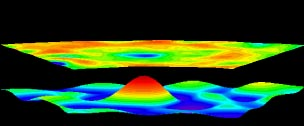
带月表地形的澄海质量瘤与重力场(下)对照图

澄海（又譯“澄净之海”）是月球上位于雨海东面的一个月海。

## 地质
澄海坐落于酒海纪时期形成的澄海盆地，月海周边的物质生成于早雨海世时期，但月海自身的物质却产生于晚雨海世。月海的玄武岩熔岩覆盖了大部分盆地并漫溢到西北的梦湖。最突出的特征是月海东北边缘的波希多尼环形山 ，而月海西侧除海摩斯山脉外，环状边缘模糊不清。澄海东南与静海接壤、西南毗邻汽海。
澄海是一个质量瘤，属于月球上一个引力异常区。1968年，美国五艘月球轨道飞船的多普勒雷达都探测到了澄海中部的质量瘤或高重力性。后来的轨道飞行器如：月球探勘者和圣杯号探测器等都确认并精确地测绘了该质量瘤。

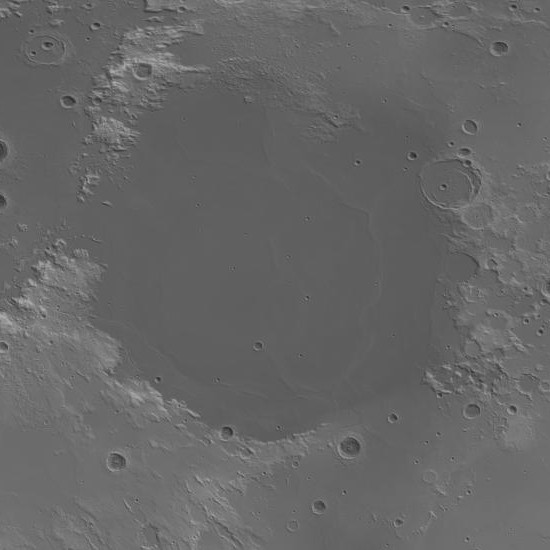
月球地形图
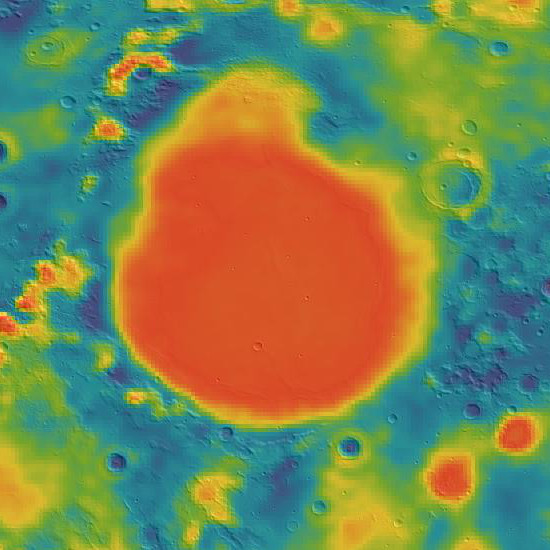
基于圣杯号飞船绘制的重力图

## 名称
与月球上的大多数月海一样，澄海也是由意大利天文学家乔瓦尼·巴蒂斯塔·里乔利(Giovanni Riccioli)命名的，他在1651年创作的月球命名体系已成为标准化的名称。此前，1600年英国医生、物理学家和自然哲学家威廉·吉尔伯特在他绘制的月图中曾将它列入"大西区"("Regio Magna Occidentalis")。法国的皮埃尔·伽桑狄则将它包括在"Homuncio"("小男人")中，大概是指这一区域指看似一个小人形；伽桑狄也把它称为"忒耳西忒斯"(Thersite)，特洛伊战争中最丑陋的战士。荷兰天文学家米歇尔·弗洛伦特·范·朗伦(Michael Florent van Langren )在他1624年的月图中将它标注为"Mare Eugenianum"(尤金妮亚海),，以纪念西属尼德兰女王"伊莎贝拉·克拉拉·尤金妮亚"(Isabella lara Eugenia)。约翰·赫维留在他1647年的月图中将它包含在"攸克辛海"("Pontus Euxinus"-古黑海名)中。

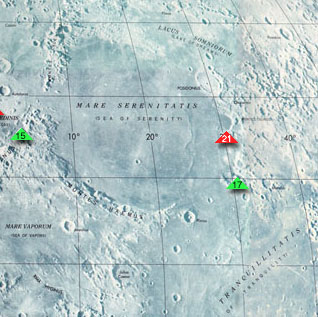
澄海，箭頭示月球21号、阿波羅15号和阿波羅17号的着陸地點。

## 人類探測
苏联月球21号和阿波罗17号都曾登陆到澄海东侧附近，金牛山脉的一个区域中。阿波罗17号降落在陶拉斯-利特罗月谷，而月球21号则降落在勒莫尼耶环形山。

标注了主要月海和环形山近月面图.

## 视图

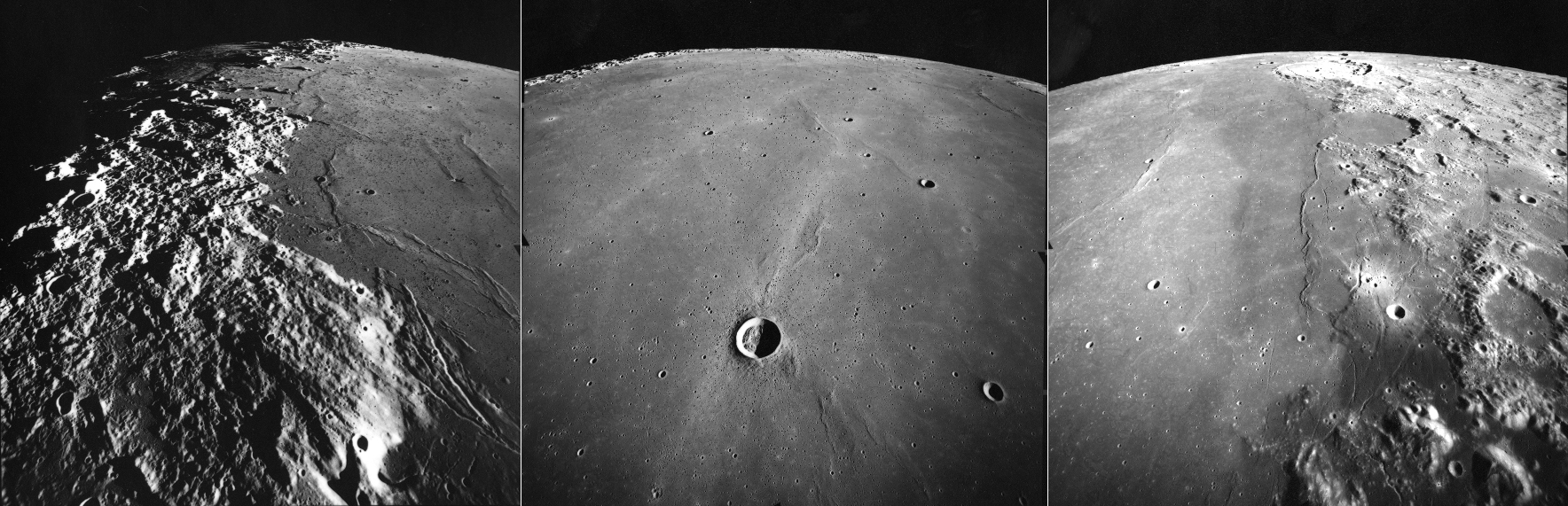
1972年阿波罗7号任务测绘相机拍摄的三幅澄海照片：面朝东北，平均高度107公里。右图是澄海东侧，远处地平线中间是直径95公里的波希多尼环形山，南面被玄武岩覆盖的是勒莫尼耶环形山；皱岭(或皱脊)-阿尔德罗万迪山脊位于中间，右边是利特罗陨石坑，阿波罗17号就登陆在陶拉斯-利特罗谷中的右下角；中图是直径16公里相对较小的贝塞尔陨石坑，两道明亮的光线可能来自南面更远的第谷环形山。左图是澄海西侧，照片中间坐落着高加索山脉，左侧亚平宁山脉，右下角是苏尔皮西乌斯·加卢斯月溪。当美国阿波罗指令舱抵达环月球轨道时，太阳高度从右侧24度降止左侧5度。
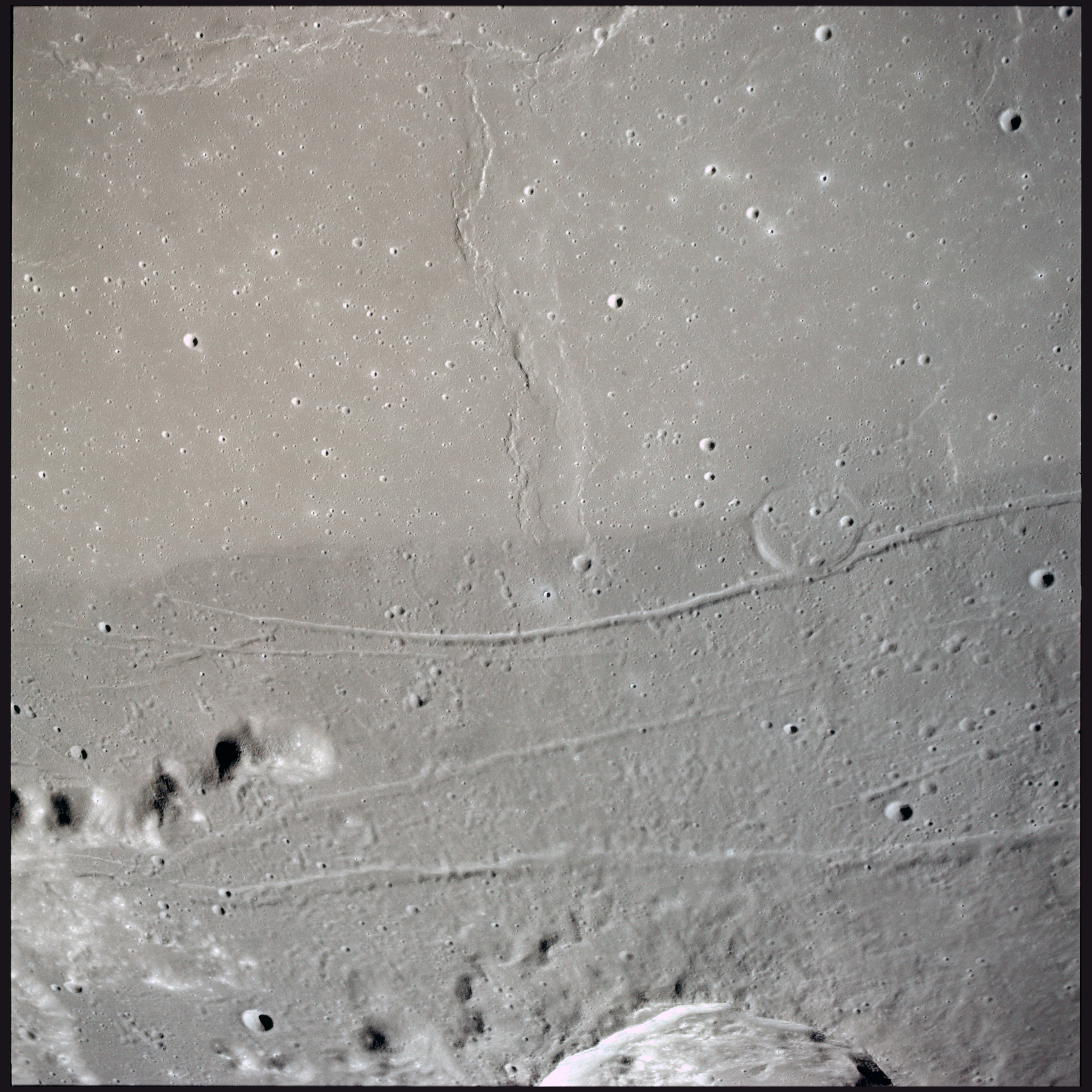
澄海中一些色调、颜色及结构对比反差大的月海物质。阿波罗17号拍摄的图像颜色显示，较暗物质早于上部区域较亮物质。

## 大眾文化
- 1902年拍摄的法国黑白无声科幻电影《月球旅行记》中月球的眼睛表示的就是澄海。
- 在《美少女战士》中，“澄海”是月亮王国从前的一个地方。
- 在亚瑟·查理斯·克拉克的短篇小说《哨兵》中也提到了“澄海”。
- 科幻作家约翰·温德哈姆(John Wyndham)1933年的短篇小说《最后一个月球居民》，其大部分情节就发生在“澄海”边。